# Санаторный (Новосибирская область)
Санато́рный — посёлок в Искитимском районе Новосибирской области. Входит в состав Совхозного сельсовета.

## География
Площадь посёлка — 9 гектаров.

## Население
| 2002 | 2007 | 2010 |
| ---- | ---- | ---- |
| 0    | ↗2   | ↗4   |

## Инфраструктура
В посёлке по данным на 2007 год отсутствует социальная инфраструктура.